# Punctoidea
Super-famille
Les Punctoidea sont une super-famille de mollusques gastéropodes terrestres
du sous-ordre des Helicina.

## Liste des familles
Selon World Register of Marine Species (12 octobre 2019):
- Charopidae Hutton, 1884
- Cystopeltidae Cockerell, 1891
- Discidae Thiele, 1931 (1866)
- Endodontidae Pilsbry, 1895
- Helicodiscidae Pilsbry, 1927
- Oopeltidae Cockerell, 1891
- Oreohelicidae Pilsbry, 1939
- Punctidae Morse, 1864